# Aglia subcaeceaferenigra
Aglia subcaeceaferenigra är en fjärilsart som beskrevs av Standfuss 1910. Aglia subcaeceaferenigra ingår i släktet Aglia och familjen påfågelsspinnare. Inga underarter finns listade i Catalogue of Life.